# Zagon (gmina)
Zagon – gmina w Rumunii, w okręgu Covasna. Obejmuje miejscowości Păpăuți i Zagon. W 2011 roku liczyła 5282 mieszkańców.